# 普曜經
《普曜經》（梵文名：Lalitavistara），又称《方等本起經》，大乘佛教經典，收入大正新脩大藏經第三冊。西晉永嘉二年（308年），由竺法護在天水寺譯出，共八卷。主要講述釋迦牟尼由降生，一直到證悟成佛的故事。